# پورنوگرافی اینترنتی
پورنوگرافی اینترنتی هر پورنوگرافی می‌باشد که از راه اینترنت قابل دسترس است، عمدتاً از راه وب سایت‌ها، سرورهای اف تی پی به اشتراک گذاری فایل همتا به همتا، یا گروه‌های خبری یوزنت. دسترسی عمومی به شبکه جهانی وب در روزهای پایانی دهه ۱۹۹۰ منجر به رشد پورنوگرافی اینترنتی شد.
یک مطالعه در سال ۲۰۱۵ نشان می‌دهد که «خیز گسترده» در دیدن پورنوگرافی در چند دهه پیشین، با بیشترین افزایش میان متولدین دهه ۱۹۷۰ و متولدین دهه ۱۹۸۰ روی داده‌است. در حالی که نویسنده‌ها این مطالعه اعلام می‌کنند که این افزایش «کمتر از آن چیزی است که خرد متعارف پیش بینی می‌کند»، ولی هنوز کاملاً قابل توجه می‌باشد. کسانی که در دهه ۱۹۸۰ به بعد زاده شده‌اند، نخستین کسانی هستند که در دنیایی رشد می‌کنند که در آن از سال‌های نوجوانی به اینترنت دسترسی پیدا کرده‌اند، و این قرار گرفتن زودهنگام و دسترسی به پورنوگرافی اینترنتی ممکن است محرک اصلی این افزایش باشد. سری کنفرانس‌های جنسی و فناوری اس الکترونیکی کنفرانس سال ۲۰۰۷ خود را به چیزی که آنان نوآورانه می‌نامند اختصاص دادند. کلاهبردار سخنرانی کلیدی توسط نظریه‌پرداز فرهنگ مارک دری عرضه کرد و خواننده ای را درباره این موضوع منتشر کرد.

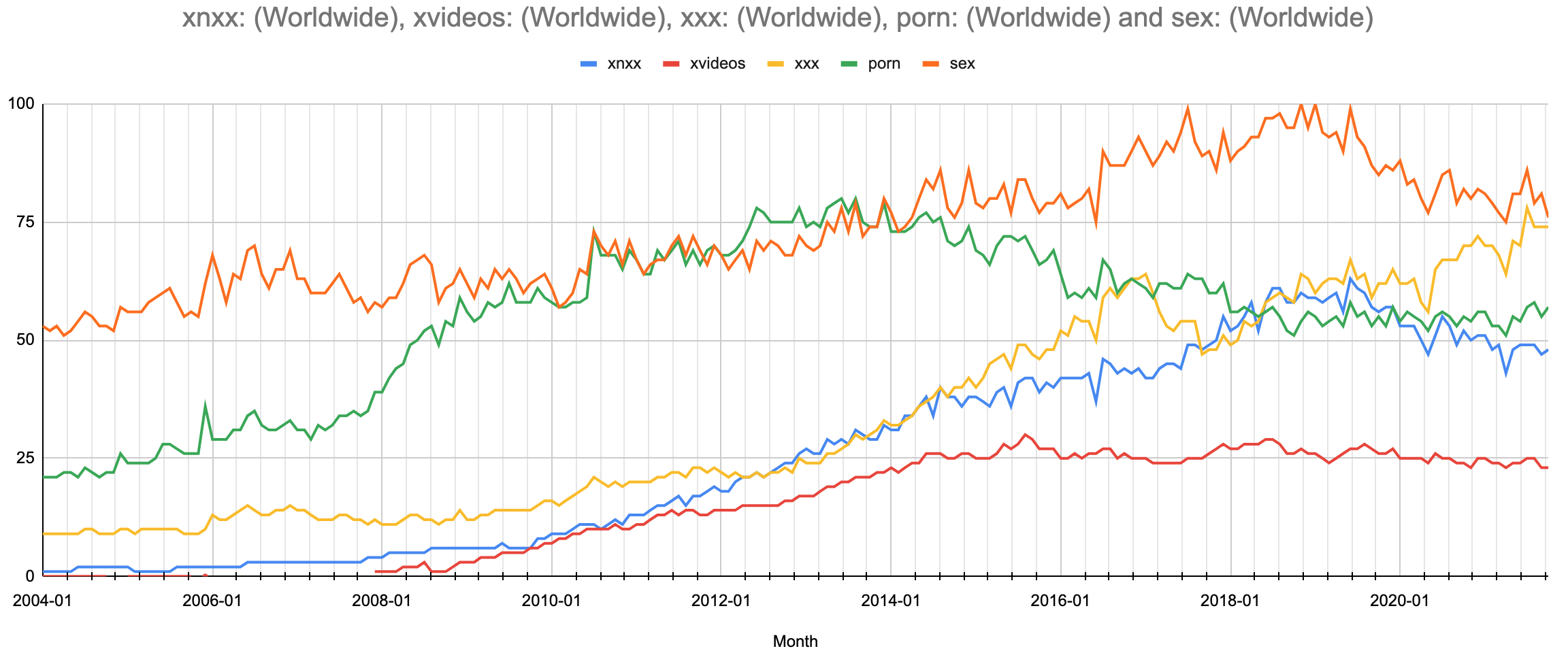
کلیدواژه‌های برتر جستجو شده آنلاین در رابطه با پورنوگرافی

از سال ۲۰۱۸، یک شرکت به اسم مایند جیک، رئیس و اداره کننده بسیاری از وب‌سایت‌های پورنوگرافیک مشهور، مثل خدمات اشتراک‌گذاری ویدیو پورن هاب، رد تیوب، و یو پورن، و همچنین تولیدکنندگان فیلم بزرگسال‌ها بریزرز، دیجیتال پلایگروند، و شان کودی است. در بین دیگران، ولی رئیس وب سایت‌های ایکس همستر و ایکس ویدیو نیست. ادعا شده‌است که انحصار می‌باشد.